# Latridae
Latridae (Trompetvissen) zijn een familie van straalvinnige vissen uit de orde van Baarsachtigen (Perciformes).

## Geslachten
- Latridopsis Gill, 1862
- Latris Richardson, 1839
- Mendosoma Guichenot, 1848